# Roger L'Estrange
Roger L'Estrange (17 décembre 1616 - 11 décembre 1704) est un écrivain et pamphlétaire anglais qui défendit avec ferveur les thèses royalistes au temps de la Première Révolution anglaise. En 1644, il mena une conspiration en faveur de Charles Ier d'Angleterre et fut condamné à mort pour espionnage. Après quatre ans d'emprisonnement à la prison de Newgate, L'Estrange parvint à s'échapper et à trouver refuge en Hollande. En 1653, il obtint une amnistie d'Oliver Cromwell.
En 1663, à la suite de la Restauration anglaise, Roger L'Estrange entama une carrière de journaliste et publia The Public Intelligencer. Il continua à être impliqué dans des controverses politiques tout le reste de sa vie. En 1685, il fut fait chevalier par Jacques II. Plus tard, cet ardent Tory, adversaire de la tolérance religieuse, fut arrêté plusieurs fois pour s'être engagé dans des conspirations contre Guillaume III.
Outre des écrits pamphlétaires ou journalistiques, on lui doit de nombreuses traductions en anglais de la littérature antique, y compris les fables d'Ésope. 

## Œuvres
- Interest mistaken, or, The holy cheat (1661), impr. Henry Brome.
- « Complot papiste » (1678)